# Morimotoa
Morimotoa is een geslacht van kevers uit de familie  waterroofkevers (Dytiscidae).
Het geslacht is voor het eerst wetenschappelijk beschreven in 1957 door Uéno.

## Soorten
Het geslacht omvat de volgende soorten:
- Morimotoa gigantea Uéno, 1996
- Morimotoa morimotoi Uéno, 1996
- Morimotoa phreatica Uéno, 1957